# Caballería de honor
Se llama caballería de honor a un derecho que cobraban los ricohombres en el Reino de Aragón. 
Los honores, caballerías de honor y beneficios eran derechos que venían a ser sinónimos. Había muchos ricohombres que no tenían dominio sobre los lugares sino que los poseían en honor, lo cual no les facultaba más que a su gobernación y a la administración de justicia en nombre del Rey. Estas rentas se consignaban en las pechas reales, en los subsidios que pagaban las aljamas, en los peajes, salinas y cozuelos o derecho de almudí, según parece de las reclamaciones que el conde de Ribagorza y Lope Jiménez de Urrea hicieron en las Cortes de Zaragoza de 1398. 
Pedro II en las Cortes de Daroca en 1213 tomó a su mano todos los honores y caballerías que disfrutaban los señores e hizo nuevo reparto de ellas, reservándose para sí 130 caballerías y aunque Jerónimo Zurita afirma que el Rey les hizo esta gracia por juro de heredad para sí y sus sucesores, Ignacio Asso asegura que recibió notable engaño y que las caballerías continuaron siendo amovibles, puesto que posteriormente fueron despojados de ellas por Jaime II.